# Skullgirls
Skullgirls — компьютерная игра в жанре двухмерного файтинга, разработанная независимой студией Reverge Labs и изданная компаниями Autumn Games и Konami. Игра была выпущена через сервисы PlayStation Network и Xbox Live Arcade в Северной Америке, Европе и Австралии в апреле—мае 2012 года и позже была издана в Японии компанией CyberFront в сервисе PlayStation Network в феврале 2013 года. Версия для Microsoft Windows была разработана командой Lab Zero Games и издана компаниями Autumn Games и Marvelous в августе 2013 года.
В Skullgirls игроки участвуют в битве между двумя командами, каждая из которых состоит от одного до трёх персонажей. Каждый игрок, управляя своей командой, пытается нокаутировать всех персонажей противника или сохранить наибольшее количество жизненной энергии среди всех участников своей команды к тому моменту, когда закончится время раунда. Сюжет кампании одиночной игры разворачивается вокруг артефакта «Сердца-Черепа» (англ. Skull Heart), который может исполнять желания женщин. Однако, если у загадывающей желание душа нечиста, она превращается в очередную «Skullgirl» — монстра, вызывающего разрушения. Skullgirls в целом была хорошо принята игровой прессой, которая хвалила анимацию и игровые механики, но в то же время критиковала ограниченное количество персонажей и функции многопользовательской игры.
При создании дополнительного материала после выпуска основной игры разработчики столкнулись с рядом сложностей. В мае 2012 года к издателю игры, Autumn Games, был предъявлен иск о мошенничестве, якобы произошедшем в проекте Def Jam Rapstar, из-за чего финансирование проекта Skullgirls было урезано, что вынудило Reverge Labs уволить всю команду создателей файтинга. Основные разработчики реорганизовались в компанию Lab Zero Games в ноябре 2012 года, запустив успешную краудфандинговую кампанию и собрав средства на продолжение работы над проектом. После того, как Autumn Games разорвала отношения с Konami в декабре 2013 года, последняя потребовала, чтобы игра была удалена из сервисов PlayStation Network и Xbox Live Arcade. В результате игра была перевыпущена на обеих платформах под названием Skullgirls Encore. В 2015 году была выпущена версия игры Skullgirls 2nd Encore для консоли Playstation 4, которая позже была портирована и на другие платформы. Переиздание включает в себя всех дополнительных персонажей из ранее опубликованных загружаемых дополнений, а также новые режимы игры и голосовое озвучивание персонажей в аркадном режиме.

## Игровой процесс

Пикок проводит «супер комбо» против Филии и Церебеллы. Посередине экрана находится таймер с временем на поединок. В каждой из команд, участвующих в битве, по три персонажа. Слева и справа от таймера видны полосы их здоровья

Движок и игровой процесс Skullgirls были созданы под влиянием файтинга Marvel vs. Capcom 2: New Age of Heroes. Разработчики использовали такие игровые механики как командные битвы, возможность другим членам команды помогать активному персонажу и применение отложенных приёмов «супер-комбо» после заполнения энергетической шкалы. В игре можно создавать команды с различным количеством бойцов. Каждый из игроков может выбрать максимум три персонажа для своей группы. Затем уровни жизненной энергии и сила атаки членов команды балансируются, основываясь на количестве её участников: персонаж-одиночка получает большее количество здоровья и может наносить больший урон, тогда как команды, состоящие из нескольких бойцов, получают возможность оказывать помощь текущему персонажу, участвующему в драке, и восстанавливать здоровье неактивных участников, находящихся вне поля битвы. Игроки также могут настроить вспомогательные атаки персонажей.
В игре представлены одиночная кампания, аркадный режим, сражения «друг против друга», тренировочная комната, набор уроков обучения азам файтингов и возможность участия в сетевых дуэлях, для которых используется библиотека GGPO. В Skullgirls есть несколько уникальных функций для исправления системных и балансных проблем, таких как определение состояния «бесконечной комбо-атаки». Когда игра фиксирует, что во время атаки игрок повторяет одни и те же связки приёмов, второй игрок получает возможность прервать цикл атак, нажав любую кнопку. Кроме того, Skullgirls предлагает защиту от «неблокируемых атак», которые случаются, к примеру, когда атакующий игрок одновременно использует удар снизу и дополнительный удар сверху, делая практически невозможным для защищающегося соперника поставить блок. В качестве решения этой проблемы игра даёт короткий промежуток времени защиты от подобных неблокируемых атак после успешного отражения любого удара.
В версии Skullgirls Encore было сделано значительное количество улучшений игрового процесса и дополнений, включая настройки баланса персонажей, ускоренный геймплей, сетевой тренировочный режим и добавление счётчика ударов, предназначенного для ограничения длинных комбо-атак без уменьшения вариативности атак. Кроме того, в эту версию игры был добавлен новый режим для локальной игры, названный «Typing of the Skullgirls», который был вдохновлен игрой The Typing of the Dead. Когда режим активирован, у команд автоматически заполняется счётчик супер-комбо, а все атаки наносят незначительный урон. При использовании супер-приёмов на экране появляется текст, который игрок должен ввести, чтобы нанести значительные повреждения противнику, если слова набираются правильно.
В дополнение к полностью озвученной одиночной кампании и возможности кросс-платформенной игры среди всего семейства консолей PlayStation, были введены:
- режим испытания, где игрокам необходимо сражаться против оппонентов с изменёнными условиями проведения боя;
- режим проверки, в котором игроку предлагается продемонстрировать свои навыки в совершении комбо ударов
- режим выживания, где игрок противостоит бесконечным волнам врагов[23].

## Сюжет
События Skullgirls разворачиваются в королевстве Кэнопи (англ. Canopy Kingdom), вымышленной стране, которая напоминает послевоенную Америку 40-х годов. В коррумпированном и пострадавшем от войны мире личности и организации стремятся заполучить артефакт, известный как Сердце-Череп (англ. Skull Heart). Каждые 7 лет Сердце-Череп исполняет желание одной женщины, однако если владелицей артефакта становится хозяйка с нечистой душой, то её желание искажается, а сама она превращается в монстра, известного как «Skullgirl». Сотни претенденток искали Сердце-Череп, но ни одна из них не оказалась достойной, и все они подверглись проклятью.
Через семь лет после Великой войны, битвы между тремя нациями, появилась новая «Skullgirl», Мари (англ. Marie), которая начала терроризировать королевство Кэнопи. В игре рассказывается о приключениях нескольких бойцов перед встречей с Мари и попыткой заполучить Сердце-Череп. У каждого персонажа есть своя мотивация, заключающаяся или в уничтожении Сердце-Черепа, или в использовании его силы в собственных интересах.

### Персонажи
Изначально в Skullgirls было восемь персонажей: Филия (англ. Filia), Церебелла (англ. Cerebella), Пикок (англ. Peacock), Парасоул (англ. Parasoul), Мисс Форчун (англ. Ms. Fortune), Пэйнвил (англ. Painwheel), Валентайн (англ. Valentine) и Дабл (англ. Double). После завершения краудфандинговой кампании на Indiegogo в игру были добавлены 5 дополнительных загружаемых персонажей: Сквигли (англ. Squigly), Биг Бэнд (англ. Big Band), Элайза (англ. Eliza), Беовульф (англ. Beowulf) и Робо-Форчун (англ. Robo-Fortune). 1 апреля 2014 года в игру был добавлен клон Филии, названный Фукуа (англ. Fukua). Хотя первоначально предполагалось, что персонаж будет временным, он был оставлен после положительной реакции фанатов. В феврале 2021 года началась работа над сезонным абонементом «Season 1 Pass», в рамках которого в игру были добавлены Энни (англ. Annie) и Амбрелла (англ. Umbrella), а также анонсирован выпуск персонажей Чёрный Георгин (англ. Black Dahlia) и Мари.

## Разработка игры
Изначально проект «Skullgirls» был набором несвязанных персонажей, которых иллюстратор Алекс Ахад (англ. Alex «o_8» Ahad) создавал, начиная со средней школы. Во время учёбы в колледже у Ахада появилась идея об использовании концептов персонажей в файтинге, которая воплотилась в реальность после того, как он познакомился с энтузиастом файтинг-игр и участником турниров Майком Займонтом (англ. Mike «Mike Z» Zaimont), в свободное время работавшим над новым движком для файтингов. Ранняя работа над Skullgirls началась в 2008 году. Разработка движка и пре-продакшн начались в 2009 году. Ахад и Займонт представили идею Skullgirls нескольким компаниям и в 2010 году объединились с недавно основанной независимой командой разработчиков Reverge Labs. Позже они заключили контракт с издателем Autumn Games. На выставке E3 2011 японский разработчик и издатель Konami объявил, что он будет помогать распространять игру.
После выпуска команда, ответственная за Skullgirls, объявила о будущих дополнениях для игры, включая новые варианты озвучивания, цветовые палитры и загружаемых персонажей. Однако после этого издатель столкнулся с серией исков, связанных с игрой Def Jam Rapstar, из-за чего «всё, относящееся к финансовой помощи от Autumn, застопорилось». После того, как контракт между Autumn Games и Reverge Labs истёк и не был заключён снова, вся команда разработчиков Skullgirls была уволена из Reverge Labs в июне 2012 года. Это побудило команду преобразоваться в компанию под новым именем, Lab Zero Games, чтобы продолжить работу над выпуском игры для персональных компьютеров и разрабатывать загружаемые дополнения. Autumn Games заявили, что они обладают правами на франшизу и «полностью поддерживают создание новой студии», пообещав «продолжить работать с [Lab Zero Games] в будущем над всеми проектами, связанными с Skullgirls».
С января по февраль 2013 года веб-сайт Shoryuken проводил благотворительную кампанию, чтобы определить игру, которая будет показана на чемпионате Evolution Championship Series этого года, а все сборы были направлены в некоммерческую организацию Breast Cancer Research Foundation. Сообщество Skullgirls смогло собрать более 78 000 долларов, заняв второе место, уступив победителю Super Smash Bros. Melee, который набрал свыше 94 000 долларов. Хотя игра не сумела победить, Shoryuken объявил, что благодаря усилиям фанатов во время акции, организаторы EVO 2013 поддержат проведение чемпионата Skullgirls на соревновании, предоставив денежные призы и помощь в организации показа.

### Краудфандинг и смена издателя
Несмотря на поддержку Autumn Games и желание компании развивать Skullgirls, продолжавшаяся судебная тяжба сделала невозможным получение денег от издателя. В попытке продолжить работу Lab Zero Games, учитывая успех благотворительного марафона для EVO 2013, решила ещё раз попросить о помощи фанатов. 25 февраля 2013 года Lab Zero Games создала страницу для Skullgirls на краудфандинговой платформе Indiegogo, рассчитывая собрать 150 000 долларов на разработку первого загружаемого персонажа, Сквигли. Для участников, поддержавших кампанию, предлагались различные награды, такие как обои для рабочего стола, цифровая версия официального саундтрека, ключи активации игры для компьютеров через сервис Steam, Steam-ключи для игры Half-Minute Hero, возможность добавить фонового персонажа в игру и прочее. Кампания достигла своей изначальной цели менее чем за 24 часа, а дополнительная цель для финансирования второго персонажа, Биг Бэнда, была выполнена за 2 недели. Деньги на третьего персонажа, определённого голосованием поклонников, а также роботизированную версию Мисс Форчун, названную Робо-Форчун, были собраны в последние 2 дня. В последние минуты перед завершением кампании была успешно выполнена последняя цель для финансирования ещё одного персонажа, которого должны были выбрать фанаты игры. В результате в ходе кампании удалось собрать почти 830 000 долларов вместо изначально планировавшихся 150 тысяч, благодаря чему были профинансированы несколько альтернативных персонажей, а также дополнительные голоса для внутриигровых дикторов. Все загружаемые персонажи и голосовые наборы были доступны для бесплатной загрузки на всех платформах в течение 3 месяцев с даты их выпуска.
7 ноября 2013 года представители Lab Zero Games заявили, что у Autumn Games имеются серьёзные разногласия с Konami, указывая безответственность Konami в качестве главного препятствия для выпуска обновлений игры на консолях. После расторжения партнёрства японская компания потребовала убрать Skullgirls из сервисов PlayStation Network и Xbox Live Arcade к концу 2013 года. В ответ на это 17 декабря Lab Zero Games объявила, что в январе 2014 года игра будет перевыпущена на консолях под названием Skullgirls Encore и новая версия будет включать самые новые изменения и добавления. Этот шаг ознаменовал переход консольной версии к её новым издателям, Marvelous и CyberFront, и совпал с выходом на консолях Сквигли и дополнения «Character Color Bundle», открывающего дополнительные цвета персонажей в игре. В то время как обновление игры до Encore для пользователей Xbox 360 прошло почти незаметно, владельцам PlayStation 3 для доступа к новой версии потребовалось повторно загрузить игру с нуля. Таким образом, рейтинг на доске лидеров, сохранения и трофеи не были перенесены в новую версию. Порт для персональных компьютеров также обновился, чтобы соответствовать новому названию игры.

### Отставки сотрудников и смена разработчика
В июне 2020 года против главного дизайнера и программиста, Майка Займонта было выдвинуто несколько обвинений в неподобающем поведении. Два человека заявили о том, что Займонт делал в их адрес недопустимые комментарии сексуального характера, в результате чего внутри Lab Zero Games было проведено внутреннее расследование о поведении Займонта. Итогом проверки стал запрос к совету директоров Lab Zero Games с требованием уволить Займонта, однако, по словам старшего художественного продюсера, Брайна Джана (англ. Brian Jun), Займонт отказался уйти из компании если не будет выполнена серия его требований, который Джан посчитал «крайне нереалистичными и потенциально нелегальными». Совет директоров отверг требования Займонта, после чего программист распустил совет и присвоил себе единоличное владение Lab Zero Games. По словам старшего аниматора, Джонатана Кима (англ. Jonathan Kim), Займонт выставил ультиматум, в котором он дал несогласным с его действиями сотрудникам время до 31 августа, чтобы покинуть компанию. В конце августа, Ким, Джан и главный аниматор, Мариэль Картрайт (англ. Mariel Cartwright) покинули компанию, выпустив индивидуальные заявления в которых они осуждали действия Займонта.
Одновременно с серией отставок, компании Hidden Variable Studios и Autumn Games выпустили совместное заявление в котором они порвали связи с Майком Займонтом и Lab Zero Games. В документе, обе компании выразили намерения работать над развитием Skullgirls с ушедшими из Lab Zero Games сотрудниками. Вскоре после отставок, Займонт уволил весь остальной персонал, оставшись единственным сотрудником и владельцем Lab Zero Games. Картрайт организовала сбор денег для уволенных без выходного пособия сотрудников, продавая свои скетчбуки. После этого, несколько бывших сотрудников Lab Zero Games, включая Картрайт и Кима основали новую независимую студию разработки под названием Future Club.
В феврале 2021 года компания Autumn Games сообщила о работе над сезонным абонементом «Season 1 Pass», который будет включать в себя четырёх новых персонажей, цифровой артбук и обновлённый саундтрек. Издатель также высказался о возможности выпуска пятого бойца в рамках дополнения и другого бесплатного контента в случае, если продажи сезонного абонемента будут успешными. В марте 2021 года разработчики Future Club объявили о сотрудничестве с Hidden Variable Studios для разработки дополнений к Skullgirls 2nd Encore.

## Музыка
Альбом Skullgirls Original Soundtrack содержит 28 оригинальных композиций. Музыка была написана Митиру Яманэ, Винсентом Диаманте (англ. Vincent Diamante), Блэйном МакГарти (англ. Blaine McGurty), и Брентоном Коссаком (англ. Brenton Kossak). Саундтрек был выпущен в цифровом магазине iTunes 21 апреля 2012 года. Люди, которые пожертвовали по меньшей мере 10 долларов во время крауфандинговой кампании Skullgirls на Indiegogo, получили цифровую копию альбома. Эксклюзивная физическая копия Skullgirls Original Soundtrack на компакт-диске предлагалась вместе с другими наградами тем, кто потратил не менее 150 долларов.
20 апреля 2011 года Reverge Labs официально объявили, что они будут сотрудничать с Яманэ, которая в первую очередь известна своей работой над саундтреком серии Castlevania для Konami, чтобы создать музыкальное сопровождение для Skullgirls. Согласно исполнительному директору Reverge Labs Ричарду Вычкоффу (англ. Richard Wyckoff), разработчики стремились работать с Яманэ, поскольку «[они] знали, что её смесь привязчивых готических тем, джаза и рока идеально сочетается со стилем Тёмного Деко Skullgirls». Когда Reverge Labs попросила Яманэ написать «джазовую» музыку, она «поиграла слегка с ритмом и различными звуками, чтобы попытаться усилить эффект и акцентировать почти первобытную сущность уникальной графики».
| №   | Название                        | Автор(ы)                       | Длительность |
| --- | ------------------------------- | ------------------------------ | ------------ |
| 1.  | «Echoes»                        | Винсент Диаманте               | 0:16         |
| 2.  | «The Legend of the Skull Heart» | Митиру Яманэ, Винсент Диаманте | 1:36         |
| 3.  | «Pedestrians Crossing»          | Брентон Коссак, Блэйн МакГарти | 3:33         |
| 4.  | «Pick of the Litter»            | Брентон Коссак, Блэйн МакГарти | 3:19         |
| 5.  | «In Rapid Succession»           | Винсент Диаманте               | 2:25         |
| 6.  | «Moonlit Melee»                 | Митиру Яманэ                   | 6:06         |
| 7.  | «Whiling the Hours Away»        | Винсент Диаманте               | 1:40         |
| 8.  | «Them's Fightin' Words»         | Брентон Коссак, Блэйн МакГарти | 0:53         |
| 9.  | «The Fish Man's Dance»          | Митиру Яманэ                   | 6:17         |
| 10. | «An Uncertain Fate»             | Брентон Коссак, Блэйн МакГарти | 1:10         |
| 11. | «The Seat of Power»             | Митиру Яманэ                   | 6:16         |
| 12. | «Shenanigans and Goings-Ons»    | Винсент Диаманте               | 1:33         |
| 13. | «Paved With Good Intentions»    | Митиру Яманэ                   | 6:16         |
| 14. | «Forgotten Moments»             | Винсент Диаманте               | 3:37         |
| 15. | «A Roll of the Dice»            | Брентон Коссак, Блэйн МакГарти | 0:51         |
| 16. | «The Lives We Left Behind»      | Митиру Яманэ                   | 6:15         |
| 17. | «Fugue in Three Goddesses»      | Винсент Диаманте               | 1:22         |
| 18. | «Dirge of the Divine Trinity»   | Митиру Яманэ                   | 6:28         |
| 19. | «The Catacombs Below»           | Винсент Диаманте               | 0:17         |
| 20. | «Dire Machinations»             | Винсент Диаманте               | 1:17         |
| 21. | «Her True Power Revealed»       | Винсент Диаманте               | 0:14         |
| 22. | «Skull Heart Arrhythmia»        | Митиру Яманэ                   | 6:14         |
| 23. | «Daybreak»                      | Винсент Диаманте               | 2:07         |
| 24. | «A Return to Normalcy»          | Винсент Диаманте               | 2:09         |
| 25. | «In a Moment's Time»            | Митиру Яманэ                   | 4:29         |
| 26. | «Learning One's Craft»          | Митиру Яманэ                   | 6:12         |
| 27. | «The Lives We Tried to Reclaim» | Винсент Диаманте               | 1:44         |
| 28. | «Hitomi No Kioku (Bonus Track)» | Митиру Яманэ                   | 4:29         |

## Выпуск
Skullgirls была выпущена в Северной Америке через сервисы PlayStation Network и Xbox Live Arcade 10 и 11 апреля 2012 года соответственно. В Европе и Австралии выпуск в PlayStation Network состоялся 2 мая 2012 года. Игра была издана в PlayStation Network на территории Японии компанией CyberFront 14 февраля 2013 года, а также выпущена для японских аркадных автоматов посредством системы цифровой дистрибуции NESiCAxLive. Публичный бета-тест версии игры для Windows начался 4 июля 2013 года. Издателем Skullgirls для Windows стала компания Marvelous, которая выпустила игру 22 августа 2013 года.
Skullgirls Encore вышла в Северной Америке и Европе в сервисе PlayStation Network 11 февраля и 19 марта 2014 года соответственно. Skullgirls для Xbox Live Arcade получила обновление Encore 22 апреля 2014 года. Версия игры для восьмого поколения консолей от Sony была названа Skullgirls 2nd Encore. Порт для PlayStation 4 вышел 7 июля 2015 года, а вариант для PlayStation Vita после нескольких задержек в процессе разработки был «отправлен на золото» в январе 2016 года и появился в сервисе PlayStation Network 5 апреля.
В мае 2013 года, когда через официальную учётную запись в социальной сети Twitter Lab Zero Games был задан вопрос о потенциальной возможности выпустить игру для консоли Wii U, разработчики ответили, что, хотя теоретически это возможно, «[это] вряд ли произойдёт», указав на низкие продажи консоли и её недостаточное присутствие на цифровом рынке на тот момент. Во время фестиваля Anime Expo в июле 2018 года, Lab Zero Games сообщила о том, что разрабатывает порт Skullgirls 2nd Encore для Nintendo Switch, который будет включать в себя все выпущенные дополнения и будет доступен как на физическом носителе, так и в виде цифровой версии для загрузки. В феврале 2019 года, Lab Zero Games объявила, что версия для Nintendo Switch будет выпущена издательством Skybound Games в следующем месяце одновременно с портом для Xbox One. Однако, несмотря на это заявление, версия игры для Nintendo Switch вышла только 22 октября 2019 года, а порт для Xbox One был отложен на неопределённое время из-за непредвиденных трудностей с разработкой. В мае 2022 года было объявлено, что версии Skullgirls для Xbox One и Xbox Series X/S снова находятся в разработке и их выход ожидается в течение 2022 года.

## Отзывы
| Сводный рейтинг       | Сводный рейтинг                                     |
| Агрегатор             | Оценка                                              |
| --------------------- | --------------------------------------------------- |
| GameRankings          | 85,33 % (PC) 83,00 % (PS3) 78,73 % (X360)           |
| Metacritic            | 83/100 (PC) 82/100 (PS3) 82/100 (PS4) 78/100 (X360) |
| Иноязычные издания    |                                                     |
| Издание               | Оценка                                              |
| 1UP.com               | B+                                                  |
| Destructoid           | 8/10 (PS3) 9/10 (PS4)                               |
| Eurogamer             | 7/10                                                |
| G4                    | 4/5                                                 |
| Game Informer         | 8/10                                                |
| GameSpot              | 8/10 (PS3) 8/10 (X360)                              |
| GamesRadar+           | 4/5                                                 |
| IGN                   | 8,5/10                                              |
| Joystiq               | 3/5                                                 |
| PC Gamer (US)         | 80/100                                              |
| Русскоязычные издания |                                                     |
| Издание               | Оценка                                              |
| «Игромания»           | 7/10                                                |
| «Игры Mail.ru»        | 8/10                                                |
| «Канобу»              | 8/10                                                |

Skullgirls в основном получила положительные отзывы. Средние оценки на сайтах GameRankings и Metacritic для версии на PlayStation 3 составили 83,00 % и 82/100 соответственно, версия для Xbox 360 получила 78,73 % и 78/100.
Несколько рецензентов хвалили подачу материала и анимацию. Так, Райн Клементс с сайта IGN одобрил графику, заявляя, что в игре «одни из самых лучших спрайтов персонажей, нарисованных вручную, из когда-либо созданных для игр». Клементс также присудил игре награду «Выбор редакции». Обозреватель GamesRadar Джон Лёрнд также остался доволен графическим стилем игры, отмечая, что стилистика ар-деко придала изюминку игровых персонажам и задним планам. Однако некоторые критики ругали графическую составляющую и излишнюю сексуальность персонажей, обвиняя разработчиков в том, что женщины в игре выглядят сексистски. Дэн Риккерт из журнала Game Informer заявил, что хотя персонажи Skullgirls красиво анимированы, некоторые из анимаций «ребяческие и ненужные». Риккерт выразил разочарование тем, что художники сделали акцент на «анатомии и фетишистких нарядах».
Обозреватели также одобрительно высказывались об игровом процессе и механизмах игры. Рецензент сайта GameSpot Максвелл МакГи отметил возможность изменять размер команды, добавив, что баланс между силой и разносторонностью персонажей помогает приспособиться игрокам с разным уровнем подготовленности. Нейдел Крисан из 1UP похвалил внутриигровую обучающую систему за демонстрацию игрокам-новичкам базовых принципов жанра файтингов. Дэниел Маниаго с G4 положительно отозвался об изменяемых вспомогательных приёмах, системе защиты от бесконечных комбо-атак и сетевой игре, хваля команду Reverge Labs за использование обратной связи от сообщества игроков в файтинги во время разработки игры.
Skullgirls также получила свою долю негативных отзывов. Клементс остался неудовлетворён маленьким выбором игровых режимов, отсутствием списка приёмов персонажей и крайне агрессивным ИИ. Антон Белый, обозреватель «Игромании», отнёс к минусам малое количество доступных персонажей и остального игрового содержимого. Саймон Паркин из Eurogamer указал на отсутствие таких функций сетевой игры, как режим наблюдателя, повторы и бесконечные комнаты для поиска противников. Джордан Мэллори, рецензент Joystiq, критично отозвался об игре из-за «глупых и незрелых» предпосылок, излишне сексуального графического стиля и неоригинальных списков приёмов персонажей. Мэллори подытожил, что лучше бы серия находилась в разработке ещё год.
Skullgirls была номинирована сайтами IGN, 1UP, и E3 Game Critics Awards на награды в категории «Лучшая файтинг-игра». В 2012 году игра была номинирована на премию «Энни» в категории «Лучшая анимационная игра». В 2013 году Skullgirls была внесена в Guinness World Records Gamer's Edition за использование наибольшего количества кадров анимации на игрового персонажа, используя в общей сложности 11 515 кадров для изначальных 8 персонажей, что в среднем даёт 1439 на одного бойца.

## Продажи
Игра разошлась тиражом более 50 000 копий на обеих платформах в течение 10 дней с момента выхода. В это время Skullgirls стала самой продаваемой игрой в сервисе Xbox Live Arcade. Также она заняла третье место в списке бестселлеров PlayStation Network за апрель 2012 года. Похожие результаты игра показала и в Японии, где заняла первую строчку в списке наиболее продаваемых игр PlayStation Network для PlayStation 3 в течение недели после выхода. Согласно главе Lab Zero Games Питеру Бартолоу (англ. Peter Bartholow), всего за две недели с момента выпуска объёмы продаж Skullgirls превзошли те, что прогнозировались японским издателем CyberFront на весь срок продаж. 4 сентября 2017 года, главный дизайнер Майк Займонт объявил о том, что продажи Skullgirls в сервисе Steam превысили 1 миллион экземпляров. Летом 2018 года, благодаря уязвимости в защите Steam Web API, стало известно, что точное количество пользователей сервиса Steam, которые играли в игру хотя бы один раз, составляет 1 621 794 человека.